# Teucholabis inepta
Teucholabis inepta är en tvåvingeart. Teucholabis inepta ingår i släktet Teucholabis och familjen småharkrankar.

## Underarter
Arten delas in i följande underarter:
- T. i. bisetosa
- T. i. inepta